# Ernolsheim-Bruche
Ernolsheim-Bruche é uma comuna francesa na região administrativa de Grande Leste, no departamento Baixo Reno. Estende-se por uma área de 6,6 km². Em 2010 a comuna tinha 1 898 habitantes (densidade: 287,6 hab./km²).